# سعد الحارثی
سعد الحارثی (عربی: سعد مشعل الحارثي)؛ زادهٔ ۳ فوریهٔ ۱۹۸۴ بازیکن فوتبال اهل عربستان سعودی است. وی در تیم ملی فوتبال عربستان سعودی بازی کرده‌است.